# アメリカホシハジロ
アメリカホシハジロ （アメリカ星羽白、学名：Aythya americana）は、カモ目カモ科に分類される鳥類の一種である。

## 分布
北アメリカ北部で繁殖し、冬季は北アメリカ東部および南部に渡り越冬する。一部の地域では留鳥として周年見られる。
日本では迷鳥として、1985年に東京都の不忍池で一度記録されている。

## 形態
体長約49cm。ホシハジロと形態はよく似ているが、やや大型である。嘴の先端のみ黒く中間部は白みがかった青灰色であること、眼の虹彩が黄色であること、頭の形が丸みを帯びていることなどの点で区別できる。

## 生態
湖沼、内湾に生息する。
食性は主に植物食で、水草を好む。
茂った水草の中に営巣するが、乾いた地上に営巣することもある。また、他のカモ類の巣に卵を産みこむ托卵を行うことがある。1腹7-8個の卵を産み、抱卵日数は24日である。
「ルルルルル」または「ミューオゥ」と鳴く。